# Saison 5 de Winx Club
Chronologie
Saison 4 Saison 6
La cinquième saison de la série d'animation Winx Club est diffusée du 16 octobre 2012 au 24 avril 2013 et comprend 26 épisodes. Il s'agit de la première saison produite avec Nickelodeon[réf. nécessaire].

## Épisodes
| № | #  | Titre                                                    | Première diffusion | Première diffusion | Code de prod. |
| № | #  | Titre                                                    | Italie             | France             | Code de prod. |
| --- | -- | -------------------------------------------------------- | ------------------ | ------------------ | ------------- |
| 105 | 1  | Menace sur les côtes de Gardenia Minaccia dall'oceano    | 16 octobre 2012    | 24 octobre 2012    | 501           |
| Au cœur du royaume océanique d'Andros, le Roi Neptune, oncle de Layla, prépare la cérémonie de couronnement de l'un de ses fils jumeaux, Nereus et Tritannus. C'est Nereus qu'il choisit pour devenir son héritier. Au moment où il annonce cette décision, un mystérieux inconnu surgit et tente d'assassiner ce dernier. Lorsque Neptune comprend que c'est Tritannus qui a voulu tuer Nereus, il l'envoie dans une prison. Pendant ce temps, les Winx organisent un concert au bar Frutti Music. Elles aperçoivent une nappe de pétrole qui se forme aux abords d'une plateforme. Elles viennent en aide aux ouvriers... |    |                                                          |                    |                    |               |
| 106 | 2  | Tritannus le diabolique L'ascesa di Tritannus            | 17 octobre 2012    | 24 octobre 2012    | 502           |
| Le Winx Club donne un concert de charité pour aider à réparer les dégâts de la marée noire. Ayant absorbé la pollution avec l'aide des Trix, Tritannus s'évade et se transforme en redoutable monstre. Les Winx découvrent que les Trix sont en liberté et qu'un monstre mutant a pris le contrôle du portail entre Andros et la Terre. Layla comprend bientôt que ce monstre n'est autre que Tritannus, son cousin. Avec Tecna et Flora, elle tente de rejoindre les profondeurs. Mais sous l'eau, les pouvoirs des Winx sont considérablement affaiblis...                                                                |    |                                                          |                    |                    |               |
| 107 | 3  | Retour à Alféa Ritorno ad Alfea                          | 18 octobre 2012    | 29 octobre 2012    | 503           |
| Le Winx Club retourne à Alfea et discute avec madame Faragonda, pour faire le point sur la nouvelle menace que représente Tritannus. Faragonda explique aux Winx qu'elles vont devoir acquérir le Sirenix, un pouvoir ancestral, pour pouvoir terrasser Tritannus. Elle leur parle aussi de Daphné, la sœur de Bloom, qui fut la dernière fée à maîtriser ce pouvoir et qui connaît l'emplacement du Livre de Sirenix. Bloom va à la rencontre de sa sœur, qui refuse d'abord de lui dire où se trouve le livre, car elle estime que la quête du Sirenix est trop dangereuse. Elle parvient finalement à la convaincre...   |    |                                                          |                    |                    |               |
| 108 | 4  | Le livre Sirenix Il Libro Sirenix                        | 19 octobre 2012    | 30 octobre 2012    | 504           |
| Les Winx continuent leur quête du Sirenix. Elles doivent trouver le livre Sirenix parmi les milliers de livres de la bibliothèque magique. Avec Timmy, Tecna met au point un procédé qui lui permet de le rechercher à l'aide de son téléphone. Seulement, elle ouvre un tome interdit qui la transforme en robot... |    |                                                          |                    |                    |               |
| 109 | 5  | Le Lilo Il magico Lilo                                   | 22 octobre 2012    | 5 novembre 2012    | 505           |
| Faragonda informe les Winx qu'une plante magique va certainement faire son apparition sur Gardenia. Cette plante ne fleurit qu'une fois au coucher du soleil. C'est pourquoi les Winx doivent s'assurer qu'à ce moment précis, elle ne sera pas entre les mains des Trix qui utiliseraient ses pouvoirs à des fins maléfiques... |    |                                                          |                    |                    |               |
| 110 | 6  | Le challenge de Graynor Potere Harmonix                  | 23 octobre 2012    | 6 novembre 2012    | 506           |
| Dans les anciennes ruines de Graynor, les meilleures fées de toute la dimension magique participent à un concours pour gagner un nouveau pouvoir de l'Esprit Ancestral de la nature. Les Winx trouveront-elles la créature magique au manteau arc-en-ciel pour gagner la compétition et être en mesure d'ouvrir le livre Sirenix ?... |    |                                                          |                    |                    |               |
| 111 | 7  | La gemme de la confiance en soi Le Conchiglie Luccicanti | 24 octobre 2012    | 8 novembre 2012    | 507           |
| Les Winx doivent résoudre une énigme afin de trouver la gemme de la confiance en soi qui leur permettra d'obtenir le Sirenix. Les Selkies les guident vers la solution. De son côté, Tritannus poursuit son chemin à travers les océans et s'empare petit à petit des pouvoirs des gardiennes. Cependant, il doit se nourrir de pollution s'il veut être puissant et les Trix lui proposent d'aller en chercher sur la Terre. Elles affrontent les Winx qui ont gagné en puissance grâce au pouvoir Harmonix... |    |                                                          |                    |                    |               |
| 112 | 8  | La chanson Sirenix La melodia del rubino                 | 25 octobre 2012    | 9 novembre 2012    | 508           |
| Les Winx doivent impérativement trouver les pouvoirs Sirenix pour ne pas perdre les leurs. Elles devront résoudre des énigmes et réussir des tests pour enfin posséder les pouvoirs qui les rendront plus fortes pour affronter les Trix... |    |                                                          |                    |                    |               |
| 113 | 9  | La gemme de l'empathie La Gemma dell'Empatia             | 26 octobre 2012    | 21 novembre 2012   | 509           |
| Alors que Flora, Musa et Brandon jouent aux parents avec Stella, retombée en enfance, les autres Winx ont plongé dans les eaux de Zenith afin de récupérer la gemme de l'empathie. Il ne reste plus qu'une gemme à conquérir avant d'accéder aux pouvoirs de Sirenix... |    |                                                          |                    |                    |               |
| 114 | 10 | Noël à Alféa Natale ad Alfea                             | 29 octobre 2012    | 12 décembre 2012   | 510           |
| Bloom est impatiente de rentrer à Gardenia pour fêter Noël avec ses parents. Malheureusement, les Trix les emprisonnent dans un globe de glace. Bloom est bloquée et ne peut pas se rendre à Gardenia. Ses parents et le voisinage commencent à s'inquiéter. Madame Faragonda pense qu'il faut trouver l'origine du sortilège si elles veulent être libérées. Stella, Musa, Tecna, Flora et Layla suggèrent d'organiser un Noël de substitution pour Bloom. Ne sachant pas de quoi il s'agit, elles se renseignent et commencent les préparatifs...                                                                         |    |                                                          |                    |                    |               |
| 115 | 11 | Les Trix multiplient les pièges Le Trix in agguato       | 30 octobre 2012    | 21 novembre 2012   | 511           |
| Alors que Bloom et Sky tentent de se défendre des attaques pernicieuses des Trix, les Winx ont passé l'épreuve du courage et n'ont plus qu'une gemme à obtenir avant de récupérer leurs pouvoirs... |    |                                                          |                    |                    |               |
| 116 | 12 | L'épreuve de courage Prova di coraggio                   | 1er novembre 2012  | 12 décembre 2012   | 512           |
| Les Winx doivent se mettre en quête de la dernière gemme. D'après la gardienne du Sirenix, la gemme du courage se trouve dans le corail jaune de Domino. Bloom quitte la cérémonie de la renaissance de Domino pour aider les Winx dans leur quête. Les Trix transforment Oritel et Marion en statues de glace. Les Winx trouvent la gemme du courage dans les mâchoires d'un requin. Elles se rendent à Domino pour sauver les parents de Bloom. Tritannus retient toujours Daphné prisonnière et la force à lui révéler le secret du Sirenix...                                                                           |    |                                                          |                    |                    |               |
| 117 | 13 | Sirenix Le fate Sirenix                                  | 2 novembre 2012    | 15 avril 2013      | 513           |
| Les Winx doivent trouver la source du Sirenix, le grimoire leur conseille donc de puiser au fond d'elles-mêmes. Elles comprennent qu'elles doivent faire preuve des qualités symbolisées par les gemmes. Elles se dirigent vers le lac de Roccalucce où se trouve la source mais le temps est compté car le lac est en train de s'assécher à cause de la pollution. En effet, Tritannus a déjà investi les eaux. Il s'empare des pouvoirs Sirenix de Daphné pour les donner aux Trix... |    |                                                          |                    |                    |               |
| 118 | 14 | Le trône de l'Empereur Il Trono dell'Imperatore          | 8 avril 2013       | 16 avril 2013      | 514           |
| Les Winx passent une journée de détente à la plage bien méritée. Mais soudain, des déchets en provenance du large viennent s'échouer sur la plage. Les Winx, aidées de tous vont nettoyer la plage. Malheureusement, cela ne suffira pas car la pollution vient d'une île de déchets au large des côtes. Voilà qui risque fort d'attirer Tritannus... |    |                                                          |                    |                    |               |
| 119 | 15 | Le pilier de la lumière Il Pilastro della Luce           | 9 avril 2013       | 18 avril 2013      | 515           |
| Le roi Neptune remet à Layla l'épée royale afin de l'aider à vaincre Tritannus. Mais celui-ci a entre les mains le sceau du pilier de la lumière ce qui met Solaria en péril ainsi que les autres mondes. Les Winx vont tout mettre en œuvre pour récupérer le sceau... |    |                                                          |                    |                    |               |
| 120 | 16 | L'éclipse L'eclisse                                      | 10 avril 2013      | 19 avril 2013      | 516           |
| Tritannus parvient à s'échapper avec le sceau et les Winx se précipitent vers le Pilier de la Lumière. Sur Solaria, la reine Luna s'occupe du roi Radius, très affaibli. Layla parvient à annuler le sort de Tritannus et à ramener Nereus et Tressa à leur état normal. Pendant ce temps, sur Alfea, Faragonda convoque les Winx pour les préparer à affronter Titannus. Pour avoir une chance de remporter le combat, les fées devront maîtriser parfaitement le Sirenix... |    |                                                          |                    |                    |               |
| 121 | 17 | L'œil de l'inspiration L'occhio che ispira le fate       | 11 avril 2013      | 22 avril 2013      | 517           |
| Daphne presse les Winx de partir à la recherche de l'Oeil de l'Inspiration, mais les fées n'ont aucune idée de l'endroit où l'objet peut se trouver. Sur Terre, Tritannus transforme l'île de détritus en un monstre redoutable qui sème la panique à Gardenia. Les Winx doivent intervenir avant qu'il ne soit trop tard. |    |                                                          |                    |                    |               |
| 122 | 18 | Le dévoreur Il divoratore                                | 12 avril 2013      | 23 avril 2013      | 518           |
| Tritannus prend le contrôle d'un poisson terrifiant appelé le Dévoreur et lui ordonne de chasser tous les Selkies de l'Océan infini. Flora, Tecna et Musa tentent de trouver le point faible de la créature. Par ailleurs, un conseil royal se tient sur Domino, pour établir une stratégie pour contrer Tritannus... |    |                                                          |                    |                    |               |
| 123 | 19 | Le chœur des baleines Le Balene del Canto                | 15 avril 2013      | 25 avril 2013      | 519           |
| C'est un grand jour, les baleines chantantes vont se montrer. Le père de Musa assiste à ce beau spectacle quand soudainement, elles disparaissent. Tritannus vient de s'emparer du sceau du pilier de l'équilibre et la planète Mélody commence à s'effondrer. Les Winx accompagnent Musa à Mélody à bord de l'Odyssée Explorer afin de combattre Tritannus et les Trix. |    |                                                          |                    |                    |               |
| 124 | 20 | Problèmes de cœur Problemi sentimentali                  | 16 avril 2013      | 26 avril 2013      | 520           |
| Musa dompte les baleines chantantes de Melody avec une chanson de sa mère. Les Winx restaurent le pilier de l'équilibre et sauve la dimension magique. Mais le pilier de la maîtrise de soi est toujours en danger et les Winx doivent empêcher Tritannus d'en obtenir le sceau... |    |                                                          |                    |                    |               |
| 125 | 21 | Le rendez-vous galant Un appuntamento perfetto           | 17 avril 2013      | 29 avril 2013      | 521           |
| Le groupe des spécialistes et les Winx décident d'organiser un rendez-vous galant entre Tecna et Timmy. Réussiront-ils à mettre leur timidité de côté ?... |    |                                                          |                    |                    |               |
| 126 | 22 | Écoute ton cœur Ascolta il tuo cuore                     | 18 avril 2013      | 30 avril 2013      | 522           |
| Krystal gagne au volleyball contre Flora. De son côté, Tecna reçoit un message du roi de Zenith, qui ne se joindra pas à l'alliance contre Tritannus. Les Winx se rendent sur Zenith pour tenter d'éclaircir la situation. Quand Tritannus découvre que les Winx ont fait du sceau, Tritannus entre dans une colère dévastatrice et endommage le Pilier. Toutes les technologies s'emballent, provoquant une situation chaotique. Les Winx essaient de rétablir l'ordre... |    |                                                          |                    |                    |               |
| 127 | 23 | À la poursuite de Politea Sulle tracce di Politea        | 19 avril 2013      | 2 mai 2013         | 523           |
| Bloom découvre l'histoire de Daphne et Politea, frappées par une malédiction prononcée par les Sorcières ancestrales. Afin de protéger leurs amies du fléau du Sirenix, Bloom et Serena se mettent en quête de la Tête de Requin, où vit Politea. Cependant, elles sont ralenties par les mauvais tours de Darcy et Stormy, qui privent Politea de ses pouvoirs Sirenix. Pendant ce temps, Stella veut aider ses parents à se réconcilier. Elle leur dit à quel point elle vit mal leurs disputes et les invite à son défilé. Stella fait le vœu Sirenix que ses parents parviennent enfin à s'écouter l'un l'autre...      |    |                                                          |                    |                    |               |
| 128 | 24 | Le souffle de l'océan Il Respiro dell'Oceano             | 22 avril 2013      | 3 mai 2013         | 524           |
| Une pluie acide, provoquée par Tritannus, s'abat sur Paradise Bay, où les dauphins nagent en liberté. Afin d'empêcher une catastrophe écologique, les Winx doivent retrouver le Souffle de l'Océan. Elles sont attaquées par des insectes. Les Spécialistes affrontent Tritannus et Icy, qui tente de s'échapper... |    |                                                          |                    |                    |               |
| 129 | 25 | Bataille pour l'Océan Infini Scontro epico               | 23 avril 2013      | 6 mai 2013         | 525           |
| Flora en veut toujours à Hélia et elle doute de ses sentiments. Krystal essaie de la rassurer : elle est persuadée qu'Hélia n'aime que Flora. Après une répétition de danse au cours de laquelle les filles ouvrent leur cœur, celle-ci se réconcilie avec son ami. Layla est contactée par sa cousine et les Winx entament un combat aquatique épique, au cours duquel Nereus et Tressa se joignent aux Winx et aux Selkies pour vaincre Tritannus... |    |                                                          |                    |                    |               |
| 130 | 26 | La fin de Tritannus La fine dell'incubo                  | 24 avril 2013      | 7 mai 2013         | 526           |
| Après avoir enfin réussi à activer l'Empereur du trône, Tritannus perd le contrôle de ses pouvoirs et se retourne contre Icy. Il sème le chaos dans le monde aquatique. Les Winx et Nereus livrent la bataille finale pour sauver le monde magique. Darcy et Stormy parviennent à sauver Icy... |    |                                                          |                    |                    |               |